# Georges Petit (galeriste)
Pour les articles homonymes, voir Georges Petit et Petit.
Georges Petit, né à Paris le 11 mars 1856 où il est mort le 12 mai 1920, est un galeriste et marchand d'art français actif à Paris de 1881 à sa mort, en 1920, date à laquelle sa galerie est reprise par Bernheim-Jeune.
C'est l'une des figures clés du marché de l'art de son époque à Paris avec son grand rival Durand-Ruel, et dans une moindre mesure, concurrençant Louis Adolphe Beugniet, Charles Sedelmeyer et Goupil & Cie sur le terrain de la peinture moderne, l'un des principaux promoteurs des peintres impressionnistes.

## Biographie
Son père, François Petit, fonda en 1846, au 7, rue Saint-Georges à Paris, la galerie François Petit.
Le 9 novembre 1878 il épouse Lucy Compère née le 15 juillet 1858 à Auteuil. Le peintre Ernest Meissonnier est témoin au mariage. Le couple fait appel à la peintre Louise Desbordes pour décorer le plafond de leur hôtel particulier.

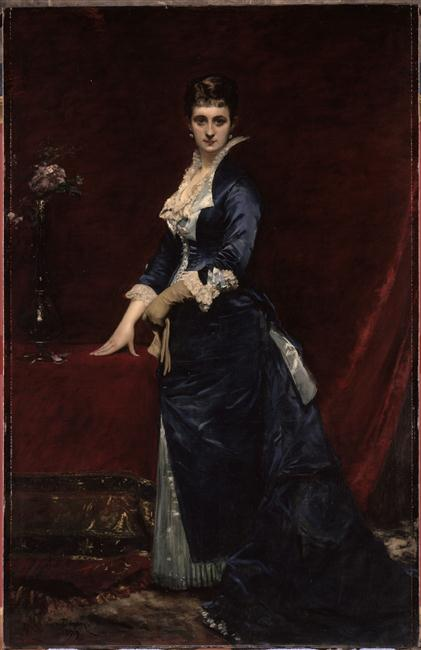
Madame Georges Petit
Carolus-Duran, 1879,
palais des Beaux-Arts de Lille.

Georges Petit ouvre sa propre galerie en 1881 au 12, rue Godot-de-Mauroy à Paris et devient au fil des ans l'un des plus puissants acteurs du marché français de l'art. Auparavant, il se fait connaître en étant expert auprès la vente de l'atelier du peintre Jean Victor Louis Faure et du fonds Ernest Hoschedé en 1878.
Il expose d'abord aussi bien des artistes en vogue au Salon, appréciés par une clientèle fortunée, aristocratique ou bourgeoise, que des artistes modernistes — impressionnistes, post-impressionnistes, etc.
Ainsi, la galerie devient un lieu privilégié alternatif à l'exposition au Salon des artistes français ; elle prendra ultérieurement pour adresse le 8, rue de Sèze à Paris. En mai 1884, Georges Petit reprend en ses locaux l'exposition annuelle de la Société d'aquarellistes français.
Georges Petit expose Claude Monet à partir de 1885 et Alfred Sisley vers 1886. Elle accueille la Société internationale de peinture et de sculpture. Cette année-là, en décembre, il commence à éditer l'almanach artistique et littéraire Paris-Noël.
En janvier 1888, il lance trente-trois peintres français et étrangers, femmes et hommes, dont certains sont aujourd'hui en partie oubliés, lors d'une exposition qu'il intitule « Groupe des XXXIII », événement qu'il renouvelle les deux années suivantes. Tout au long de sa carrière, Petit se fait une spécialité de ce genre d'annonce. On y trouve Jacques-Émile Blanche, Étienne Dinet, Maurice Eliot, Fernand Khnopff, Clémence Roth ou encore Odilon Redon. Marcel Proust lui rend visite et en rendra compte plus tard dans Le Mensuel en juillet 1890.

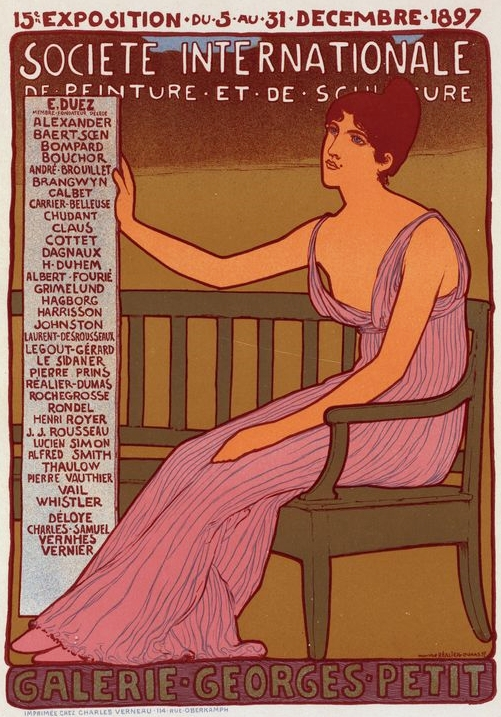
Affiche de Maurice Réalier-Dumas pour la de la Société internationale de peinture et de sculpture à la galerie Georges Petit en 1897.

En juillet 1889, il se porte acquéreur à la vente Secrétan de L'Angélus de Millet pour 553 000 francs-or. Il organise ensuite une vente de charité pour la veuve de Millet. La même année, il expose Claude Monet avec Auguste Rodin. Il établit pour le commissaire-priseur Paul Chevallier le catalogue de l'atelier Jules Dupré dont la vente a lieu à Paris le 30 janvier 1890.
En janvier 1894 se tient rue de Sèze la première exposition d'art photographique du Photo-club de Paris, qui montre les travaux de 156 photographes pictorialistes venus du monde entier.
À la faveur d'un différend entre Durand-Ruel et Alfred Sisley, Georges Petit devient le galeriste attitré du peintre. En février 1897, il organise une grande rétrospective de l’œuvre de Sisley dans sa galerie rue de Sèze.
Du 1er au 22 avril 1899, il expose les œuvres d'Armand Point et des objets d'art de membres de la société de Haute-Claire à Bourron-Marlotte,

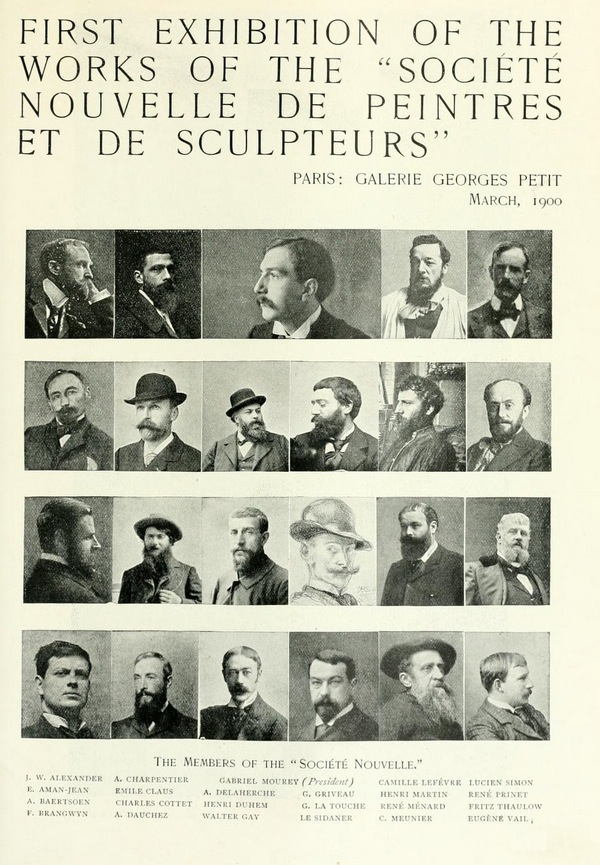
Annonce parue dans The Studio en mars 1900 : 1re exposition de la Société nouvelle de peintres et de sculpteurs.

En mars 1900 a lieu la première exposition de la Société nouvelle de peintres et de sculpteurs, présidée par Gabriel Mourey, en partenariat avec le magazine d'art britannique The Studio. Elle regroupe des peintres américains, français, britanniques, belges et norvégiens.
En 1904, Octave Bernard, venu de chez Goupil & Cie, rejoint la galerie en tant que responsable de l'édition des eaux-fortes en couleur. Il assure la promotion de ce nouveau média, entre autres en signant les préfaces aux catalogues des expositions de gravure originale en couleur organisées par la galerie. Avec Jean-François Raffaëlli, il fonde en 1904 la Société de la gravure originale en couleurs qui organise un salon chez Petit jusqu'en 1920. En 1917, la galerie se sépare de son département estampes. Octave Bernard reprendra l'activité en fondant L'Estampe moderne.

### Postérité
En 1920, après la mort de Georges Petit, la galerie est rachetée par Bernheim-Jeune et Étienne Bignou, nommé administrateur-délégué.
En 1931, a lieu la plus grosse exposition sur Henri Matisse, et en 1932, l'exposition Pablo Picasso rencontre un grand succès.
Dans le cadre de la dissolution de la société anonyme Galeries Georges Petit (3e vente), 158 aquarelles signées Auguste Rodin et venant du stock de la galerie firent l'objet d'une vente aux enchères publiques à l'Hôtel Drouot à Paris les 27 et 28 octobre 1933.
La liste des expositions d'artistes vivants organisées à la galerie Georges Petit entre 1881 et 1934 a fait l'objet d'un inventaire par Pierre Sanchez en 2011 : cette somme en 4 volumes fait la synthèse d'environ 1 500 catalogues et autant d'expositions (peinture, sculptures, meubles, objets décoratifs, etc.).